# Шура (ислам)
Шура (араб. شورى‎ — «совет, совещание») — канонический принцип публичной власти в исламском мире. Шурой (советом) как органом, представляющим интересы общины мусульман, может быть община страны или община всех мусульман в халифате — умма. Принцип шуры является принципом проведения консультаций власти — главы мусульманской общины (халифа) с общественностью (мусульманской общиной). Суть классического понимания этого принципа: власть при принятии решений должна знать позицию общины, проконсультироваться с шурой.
Принцип шуры в исламе — это, по сути, аналог демократического принципа в западной политической мысли. Он базируется на трёх основных заповедях. Во-первых, все люди в любом обществе имеют равные человеческие и гражданские права. Во-вторых, публичные вопросы лучше решаются представлениями большинства. И, в-третьих, три другие принципы справедливости, равенства и человеческого достоинства, которые есть моральным ядром ислама, и от которых вытекают все исламские концепции человеческих и гражданских прав, лучше реализуются как в личном, так и в общественной жизни под управлением шуры. Шура как принцип коренится в самом Коране. Коран определил шуру как принцип, а не как систему управления.
В ранней исламской истории — совет избирателей, который возглавлялся вторым халифом (главой мусульманской общины), после смерти Умара I (634—644) был предназначен для выбора его преемника. Впоследствии в мусульманских странах шура (в разных случаях) назначала государственный совет, советников суверена, парламент (в современное время), а в некоторых арабских странах — судью, который имел юрисдикцию в отношении жалоб граждан и должностных лиц против правительства.